# Márcio Vieira
Márcio Vieira de Vasconcelos (Andorra, 10 de octubre de 1984) es un exfutbolista internacional andorrano que jugaba en la posición de centrocampista.

## Selección nacional
Fue internacional con la selección de fútbol de Andorra en ciento veintinueve ocasiones.
El 17 de noviembre de 2020, en el encuentro de la Liga de Naciones de la UEFA 2020-21 ante Letonia, alcanzó las cien internacionalidades con la selección.

## Clubes
| Club            | País     | Año       |
| --------------- | -------- | --------- |
| F. C. Marco     | Portugal | 2005-2006 |
| S. D. Ibiza     | España   | 2006-2007 |
| C. D. Teruel    | España   | 2007-2008 |
| Atlético Monzón | España   | 2008-2023 |
| A. D. Marco 09  | Portugal | 2023-2024 |

## Palmarés

### Campeonatos nacionales
| Título                     | Club        | País   | Año     |
| -------------------------- | ----------- | ------ | ------- |
| Tercera División de España | S. D. Ibiza | España | 2006-07 |